# Ла Мартина (Болоња)
Ла Мартина (итал. La Martina) је насеље у Италији у округу Болоња, региону Емилија-Ромања.
Према процени из 2011. у насељу је живело 8 становника. Насеље се налази на надморској висини од 687 м.